# Erythrodiplax ines
Erythrodiplax ines – gatunek ważki z rodziny ważkowatych (Libellulidae). Występuje na terenie Ameryki Południowej.